# U-Bahnhof Malostranská

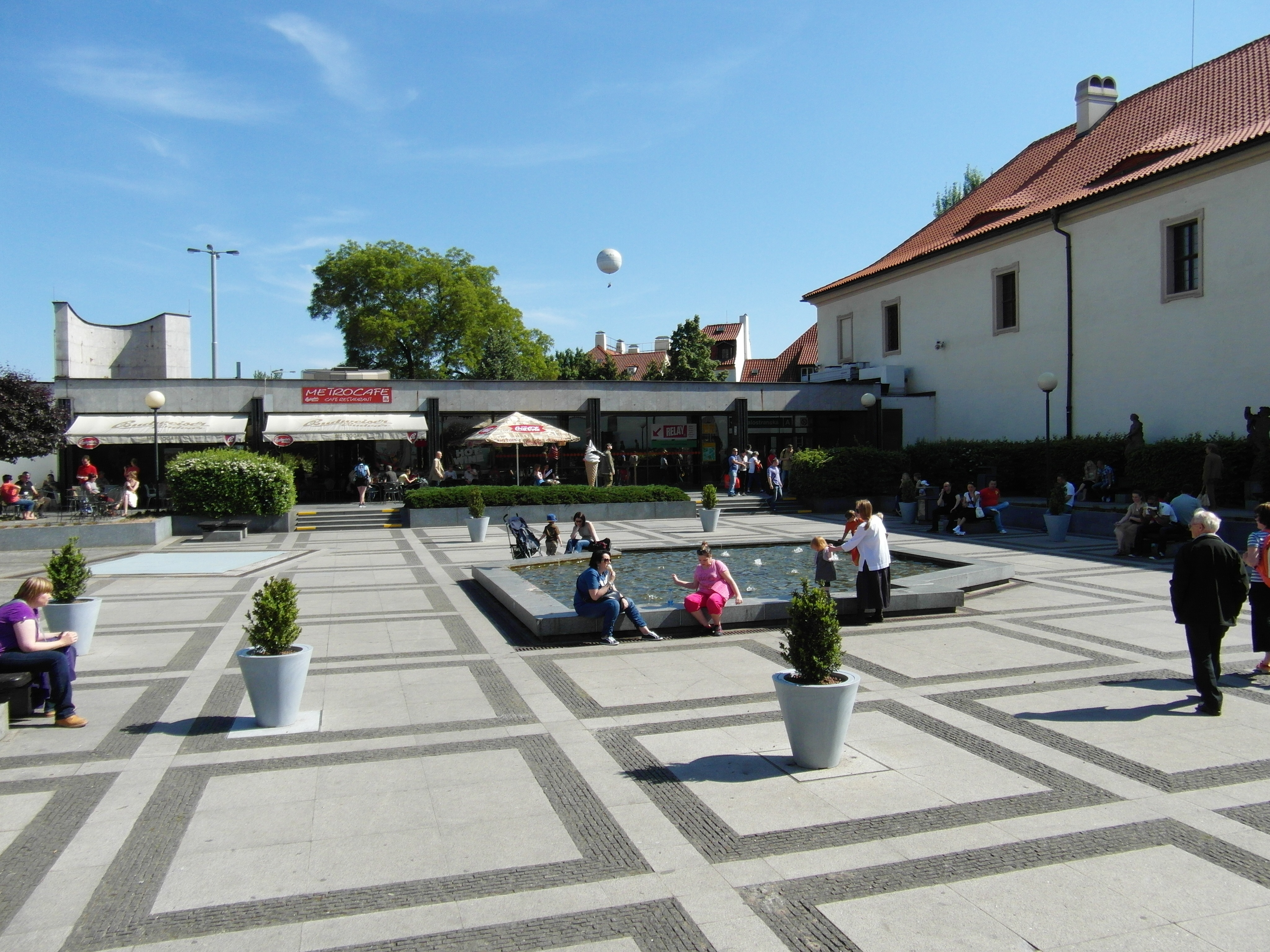
Eingang zur Malostranská

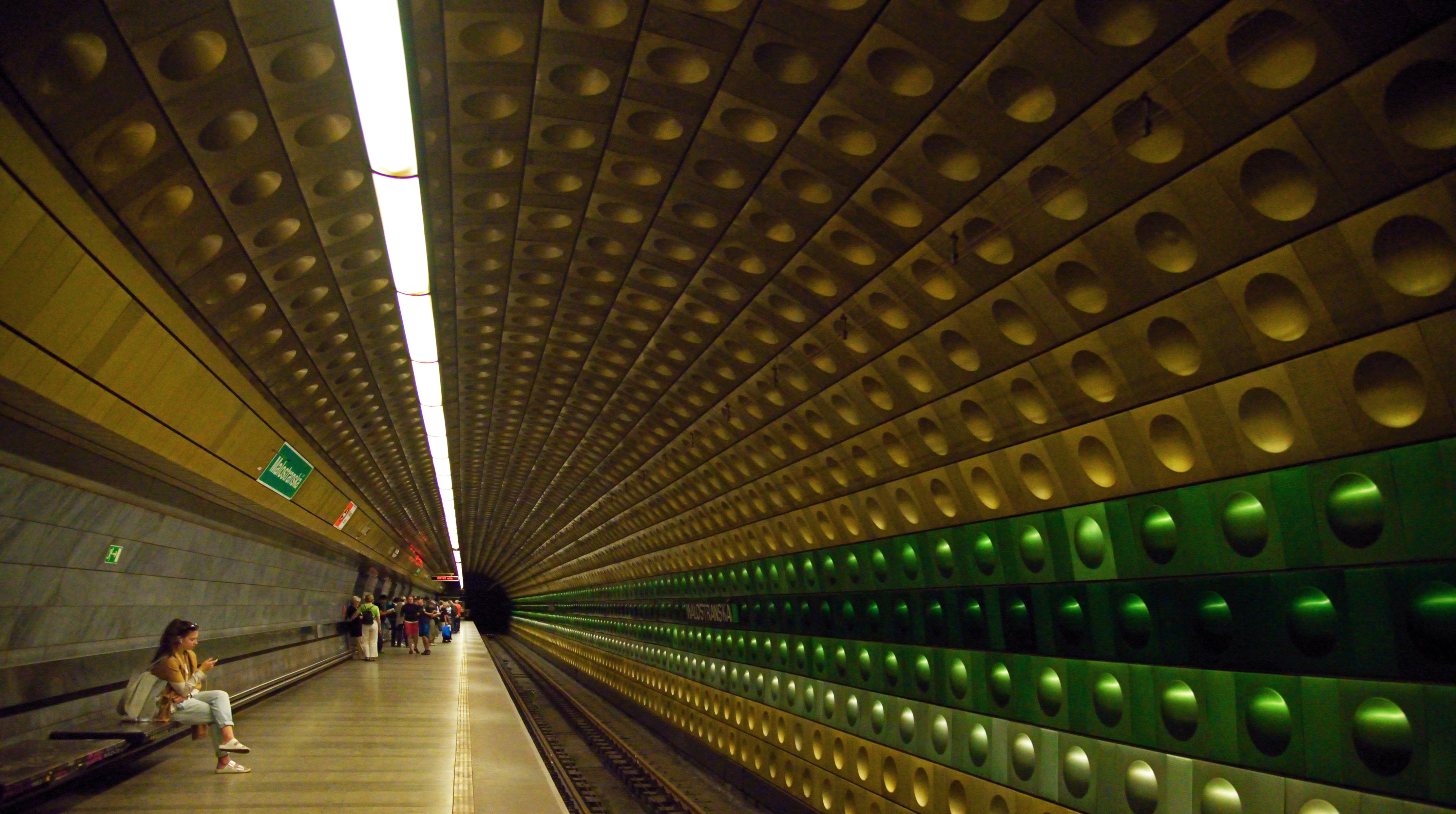
In der Station

Der U-Bahnhof Malostranská ist eine Station der Metro Prag auf der Linie A. Er befindet sich auf der Prager Kleinseite (Malá strana), nach der er benannt ist.
Die Station Malostranská wurde mit der Inbetriebnahme der Linie A am 12. August 1978 eröffnet. Der Bahnsteig befindet sich 32 Meter unter dem Platz Klarov. Der Zugang zum Vestibül befindet sich in einem kleinen ummauerten Park, der zu den Gartenanlagen des Palais Waldstein gehört. Es bestehen Anschlüsse zu fünf Straßenbahnlinien. Die Station war vom Moldauhochwasser 2002 betroffen.